# ليون س. كينيدي

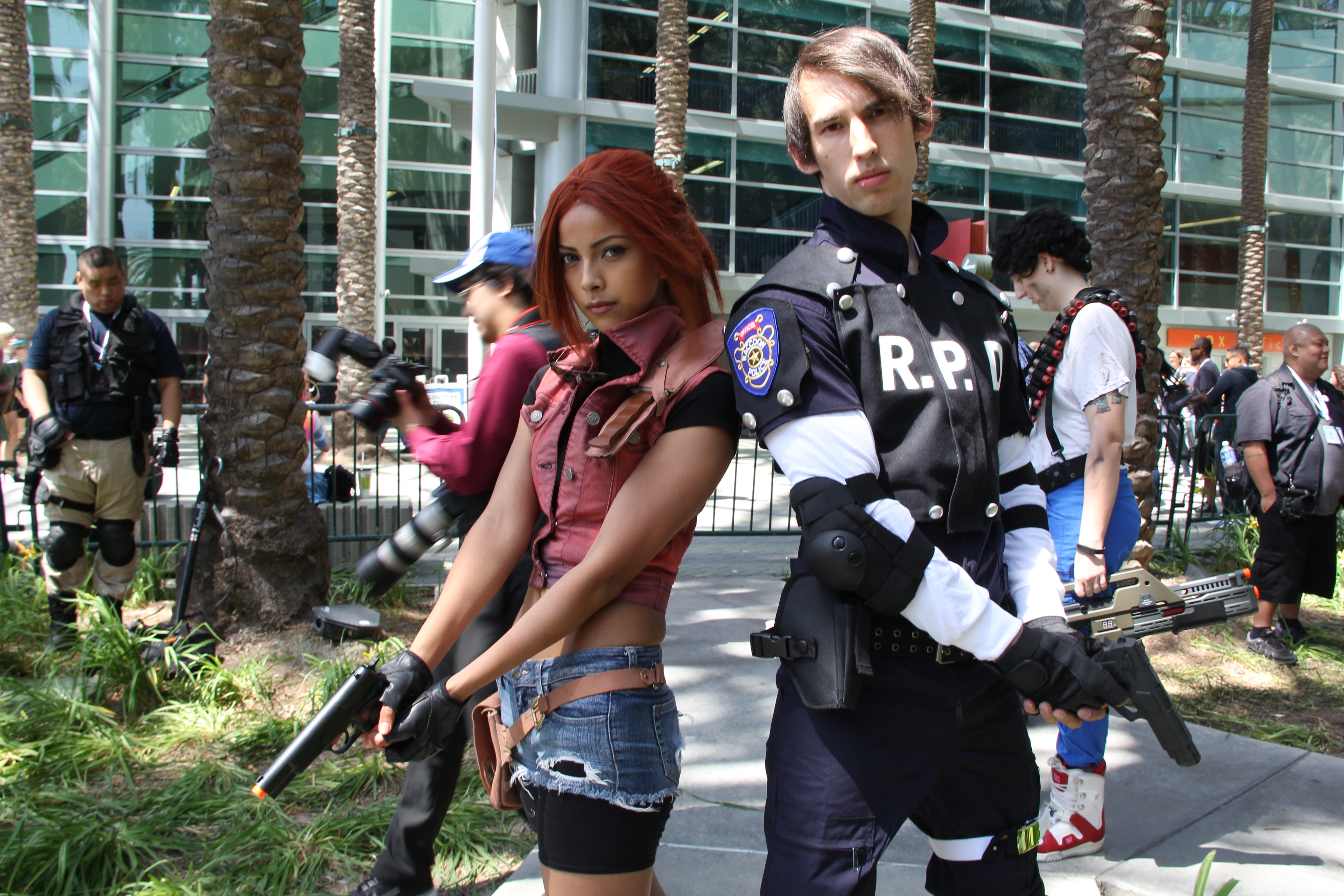
ليون سكوت كينيدي

ليون سكوت كينيدي (باليابانية: レオンケネディ) ، (بالإنجليزية: :Leon S. Kennedy) هو شخصية خيالية في سلسلة ريزدنت إيفل المملوكة من قبل كابكوم. ظهر ليون لأول مرة كأحد الشخصيتين التي يمكن اللعب بها في لعبة الفيديو ريزدنت إيفل 2. عاد ليون لاحقاً بدور الشخصية الرئيسية في ريزدنت إيفل 4 وكواحد من الشخصيات الرئيسية الستة في ريزدنت إيفل 6. الشخصية لاقت إستقبالاً نقدياً إيجابي.
خلال أحداث ريزدنت إيفل 2، يظهر ليون كشرطي مبتدأ يصل متأخر عن أول يوم له في العمل في مدينة راكون التي يتفشا فيها (تي -فايروس)في ذلك اليوم محولاً معظم سكانها إلى زومبي. خلال أحداث اللعبة يتحد ليون مع طالبة جامعية تدعى كلير ريدفيلد(Claire Redfield)وينقذان الطفلة شيري بيركين (sherry Birkin)ويساعدهما خلال الاحداث آدا ونغ. بعد 6 سنوات لاحقة، يعود ليون بدور عميل سري لصالح الحكومة الأمريكية في مهمة لإنقاذ ابنة الرئيس الأمريكي من طائفة غامضة في إسبانيا. في ريزدنت إيفل 6 يستمر ليون بالعمل مع الحكومة الأمريكية ويلتقي بآدا ونغ وشيري بيركين البالغة.وهو أحد الشخصيات الثلاث الرئيسية في اللعبة 
خلال ريزدنت ايفل 6 وفي حين تمتلك اللعبة 7شخصيات للعب بها تم اعتبار ليون كالشخصية الرئيسية للعبة.
في اللعبة يبدا ليون بالهرب من تال اوكس، مدينة أمريكية أخرى مليئة بالزومبي نتيجة العمل الإرهابي البايولوجي الذي قتل رئيس الولايات المتحدة ادآم بينفورد.ليون يشكل فريقا مع العميلة هيلينا هاربر المسؤولة عن امن الرئيس. ويبحثون عن مسبب هذه الحادثة. خلال اجزاء متقدمة من اللعبة يلتقي ليون بآدا وونغ وشيري البالغة التي هي عميلة امن قومي، وبعمل ليون معهما يقوم بانقاذ العالم.
ليون أيضاً ظهر في عدة ألعاب فيديو أخرى وله الدور الرئيسي في الفليمين الحاسوبيين ريزدنت إيفل: ديجنريشن و ريزدنت إيفل: دامنيشنو رزدنت ايفل فيندتا. نسخة ليون في الفيلم الواقعي ريزدنت إيفل: رتريبيوشن جسدها الممثل يوهان إرب.

## وصلات خارجية
- Leon S. Kennedy - The Resident Evil Wiki
- Leon S. Kennedy - Capcom Database Wiki